# L'ultima notte al mondo
L'ultima notte al mondo è un singolo del cantautore italiano Tiziano Ferro, pubblicato il 6 gennaio 2012 come secondo estratto dal quinto album in studio L'amore è una cosa semplice.

## Descrizione
La canzone viene tradotta in lingua spagnola da Mónica Vélez con il titolo La última noche del mundo, inserita nell'album El amor es una cosa simple ed estratta come secondo singolo in America Latina il 7 marzo 2012.

## Video musicale
Il videoclip (in lingua italiana e spagnola) è stato diretto dal regista Gaetano Morbioli e girato il 24 gennaio 2012 a Seefeld in Tirol, nel tirolo austriaco.
Nel video sono presenti piazzamenti promozionali di Chevrolet Captiva e Amaretto di Saronno.
I due videoclip vengono resi disponibili il 6 febbraio 2012 sul canale YouTube di Tiziano Ferro VEVO e presentati il giorno successivo al TG2 (viene realizzato anche il relativo dietro le quinte e reso disponibile lo stesso giorno sul canale dell'artista). Sono usciti con un notevole ritardo rispetto alla pubblicazione radiofonica del singolo, provocando una certa attesa nei fan, alimentata anche dalla continua pubblicazione, sulla pagina Facebook della EMI, di fotografie scattate durante le riprese.

## Tracce
CD singolo - Promo EMI (Italia)
1. L'ultima notte al mondo

CD singolo - Promo EMI (Colombia)
1. La última noche del mundo

Download digitale
1. L'ultima notte al mondo
2. La última noche del mundo

## Pubblicazioni
L'ultima notte al mondo viene inserita nella compilation Now Spring 2012 del 2012.
Nel 2014 il brano è stato inserito anche nella raccolta del cantautore TZN - The Best of Tiziano Ferro.

## Nomination
Con L'ultima notte al mondo Tiziano Ferro riceve a ottobre 2012 una nomination al Premio Videoclip Italiano nella categoria Uomini, e a dicembre una nomination ai Rockol Awards nella categoria Miglior videoclip italiano.

## Classifiche
Il 13 luglio 2012, FIMI dichiara in una nota ufficiale che L'ultima notte al mondo è il 19º singolo più venduto in Italia nel primo semestre dell'anno.
| Classifica (2012) | Posizione massima |
| ----------------- | ----------------- |
| Italia            | 5                 |